# Johann Bröker

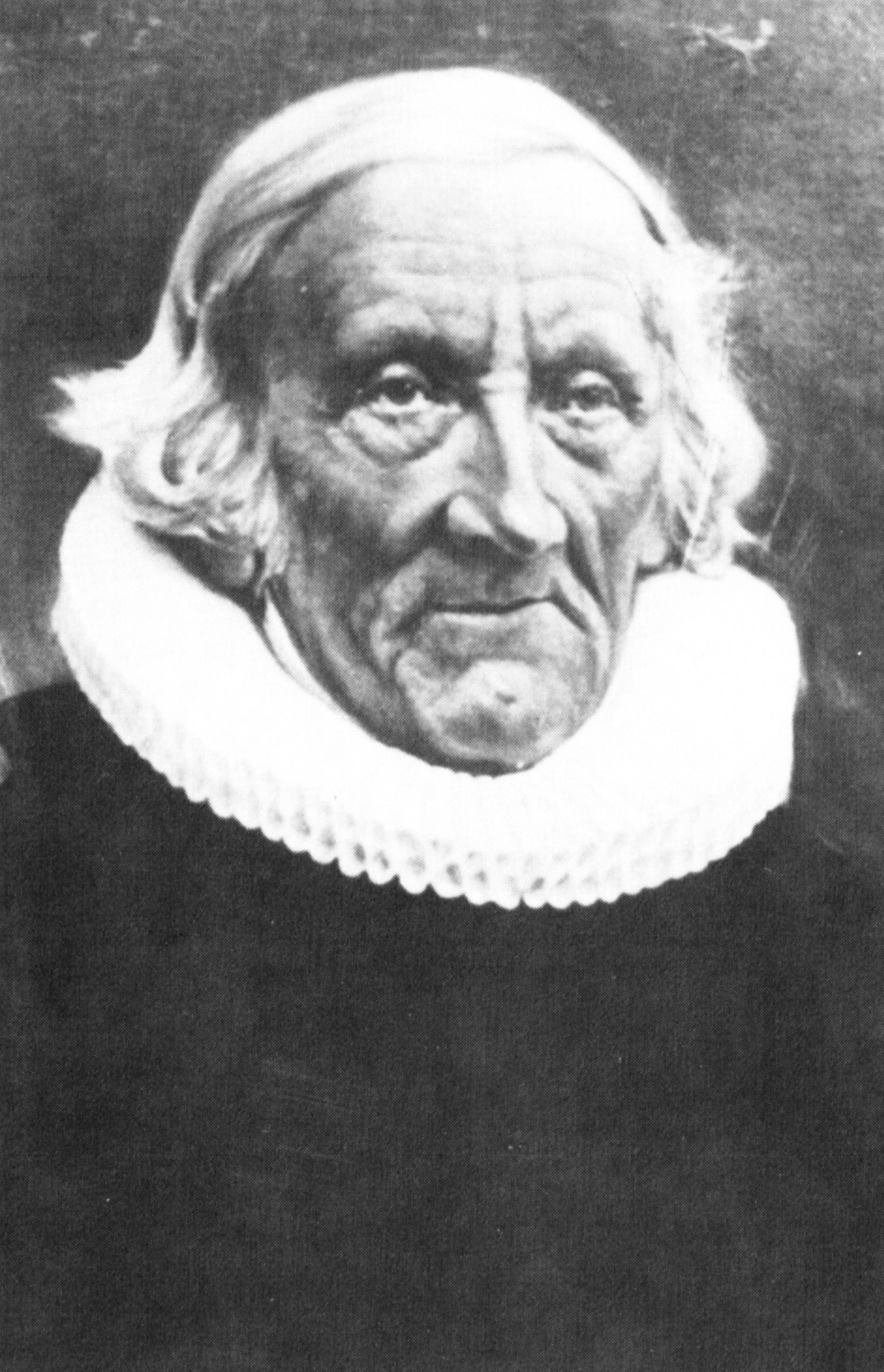
Johann Bröker (1806–1890)

Johann Peter Christian Bröker, auch  Johannes Peter Christian Bröker oder Bröcker (* 13. Oktober 1806 in Schleswig; † 12. Juni 1890 in Uetersen) war ein deutscher Autor, evangelisch-lutherischer Theologe, Propst und Mitglied der Holsteinischen Ständeversammlung.

## Leben
Bröker wurde als Sohn von Jacob Friedrich Bröker und dessen Frau Wilhelmine geb. Cords in Schleswig geboren. Er besuchte die Domschule in Schleswig und studierte ab September 1824 an der Christian-Albrechts-Universität Theologie. 1829 machte er sein Examen (2. Char. in. A.) in Gottorf und wurde am 20. März 1831 als Pastor der Kirche zu Krummendiek eingeführt und wurde am 14. Mai des gleichen Jahres Oberhaupt der Propstei zu Münsterdorf. Später siedelte er nach Uetersen über und wurde am 1. März 1835 als Haupt- und Klosterprediger der Klosterkirche Uetersen eingeführt. Von Herbst 1854 bis zur Auflösung 1864 war er Vertreter der Geistlichkeit im 3. Wahldistrikt (Altona) der holsteinischen Ständeversammlung in Itzehoe.
Brökers erste und zweite Ehe endeten früh mit dem Tod der Ehefrauen. Seit 1838 war er in dritter Ehe mit Magdalene, genannt Lene (1807–1892), einer Schwester des Generalfeldmarschalls Helmuth Karl Bernhard von Moltke verheiratet. Am 14. Juli 1876 wurde er zunächst kommissarisch Kirchenpropst der Propstei Pinneberg (seit 1879 dauerhaft) und Stellvertreter des Bischofs in der Kirchenleitung. Am 8. Mai 1881 feierte er sein 50-jähriges Amtsjubiläum und die „Propst-Broker-Stiftung“ wurde zu seiner Ehre in Uetersen errichtet, die Gemeinde stiftete 1500 Mark und das Kloster Uetersen 600 Mark. Diese Stiftung war für Bedürftige bestimmt, fiel aber später der Deutschen Inflation zum Opfer. 1889 feierte er mit seiner dritten Ehefrau in aller Stille das damals seltene Fest der goldenen Hochzeit. Am Vorabend des Tages zu seinem 60-jähriges Amtsjubiläum brach Bröker zusammen und starb vier Wochen später an Altersschwäche. 
Johann Bröker stand fest im Bekenntnis der Lutherischen Kirche. Seine Predigten bewegten sich vorwiegend im Gebiete des zweiten Glaubensartikels „allein aus Gnaden“. Er galt als „außerordentlich geschätzter Mann. In seiner hochaufgerichteten Gestalt und seinen markanten Gesichtszügen prägte sich eine kraftvolle Entschiedenheit aus, die er bis zum unerbittlichen Starrsinn am Herkommen festhalten konnte“.

## Auszeichnungen
- Königlicher Kronen-Orden (Preußen), 3. Klasse[3]

## Predigten und Werke (Auswahl)
- Rede zur Konfirmation am 22. Februar 1835 über das Evangelium nach Johannes 14 v. 27;2
- Predigt zur Wahl zum Hauptpastor und Klosterpediger am 1. März 1835 über das Evangelium nach Lukas 18 v. 31–43
- Der evangelisch-christliche Gemeinde – Gottesdienst aus der Schrift entwickelt (Hamburg Jess und Versmann 1843 und Kirchen und Schulb. f. d. II erzögt li. Schlesw.-Holst. u. Lauenb. 1844)
- Studien der Abfassung eines neuen Landes-Katechismus für die Herzogthümer Schleswig und Holstein gewidmet (C. Th. Schlüter, Altona 1844 und Recc. Schles.- Holst. Schulb. Verlag 1843 sowie Kirchen und Schulb. 1845)
- Predigt zur Feier des Missionsfestes in Altona im November 1853, erschienen im Missionsbericht des Jahres 1853
- Zur Katechismusfrage, ein Beitrag (Wendeborn, Altona 1861)
- Diverse Beiträge im Itzehoer Wochenblatt (1843–1843)